# Sévero-Kurilsk
Sévero-Kurilsk (en rus Северо-Курильск) és una ciutat de l'óblast de Sakhalín, a Rússia. És a l'illa Paramuixir, a 7 km del volcà Ebeko. Entre el 1875 i el 1945 la ciutat pertanyia al Japó i s'anomenava Kaixiwabara. El 1952 fou gairebé destruïda per un tsunami, però fou reconstruïda més endavant.